# Захарченко Григорій Ничипорович
Григо́рій Ничи́порович Заха́рченко (1922, с. Маслівка, Київська губернія, нині Обухівського району, Київської області — 13 квітня 1944, с. Ашаги-Джамін, Сакський район, нині с. Геройське, Євпаторійського району, Крим) — радянський військовик часів Другої світової війни, сапер 3-го гвардійського мотоінженерного батальйону 19-го танкового корпусу (4-й Український фронт), гвардії рядовий. Герой Радянського Союзу (1944).

## Біографія
Народився у 1922 році в селі Маслівка на Київщині у селянській родині. Українець. Закінчив сім класів неповної середньої школи. Працював у колгоспі.
У 1941 році був призваний до лав Червоної армії. На фронтах Німецько-радянської війни з 1941 року.
12 квітня 1944 року під час наступу Червоної армії в Криму, розвідувальна група з розвідників 3-го гвардійського окремого мотоінженерного батальйону 19-го танкового корпусу (4-й Український фронт) та 91-го окремого мотоциклетного батальйону під командуванням сержанта Миколи Піддубного на танку проводила розвідку розташування військ противника. Біля села Ашаги-Джамін група потрапила під артилерійський обстріл, танк був пошкоджений, і підрозділ зайняв оборону навколо танка. Протягом двох годин розвідники вели бій проти батальйону супротивника. Коли вже скінчилися боєприпаси, розвідники кинулися в рукопашну та багнетами і саперними лопатками знищили ще 13 солдатів супротивника. Сили були нерівними, і всі вони були схоплені. Розвідників доставили в село, де вони зазнали найжорстокіших тортур. На світанку всіх розвідників відтягли до яру, зігнали місцеве населення. Попри важкі рани розвідники змогли стати на ноги та прийняти смерть як герої. З дев'яти розвідників живим залишився лише один — Василь Єршов.
Указом Президії Верховної Ради СРСР від 16 травня 1944 року Григорію Захарченку і всім розвідникам присвоєно звання Героїв Радянського Союзу.

## Нагороди
- Медаль «Золота Зірка»;
- орден Леніна.

## Пам'ять

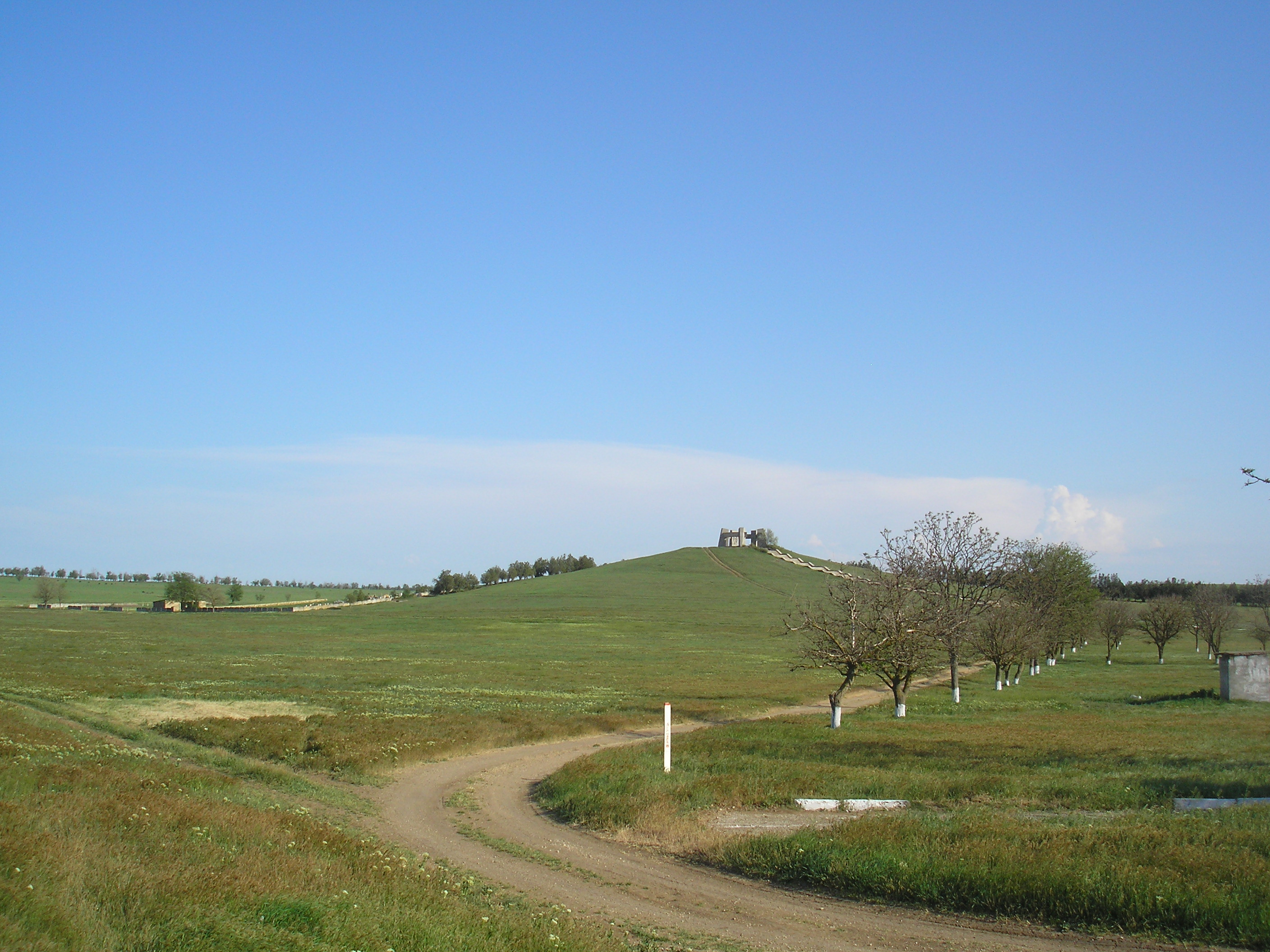
с. Геройське. Братська могила восьми Героїв Радянського Союзу (скульптори В. В. Петренко, М. І. Петренко, архітектор О. М. Крамаренко)

- На честь загиблих героїв-розвідників село Ашаги-Джамін перейменоване на Геройське, а на братській могилі героїв споруджено гранітний обеліск з написом: «Вічна слава Героям Радянського Союзу». Нижче викарбувані імена: «Гвардії сержанти М. І. Піддубний, М. Абдулманапов; гвардії рядові: П. В. Велигін, І. Т. Тимошенко, М. О. Задорожний, Г. Н. Захарченко, П. А. Іванов, О. Ф. Симоненко».
- У місті Саки на честь загиблих героїв-розвідників названа вулиця Восьми Героїв і встановлено обеліск.
- У Сімферополі встановлено пам'ятник героям-розвідникам.
- У місті Миронівка на його честь названо вулицю.
- На батьківщині Героя у селі Маслівка на його честь названо одну з вулиць, а біля місцевої школи встановлено його погруддя.